# 大教堂 (科羅拉多州)
大教堂（英語：Cathedral）是位於美國科羅拉多州欣斯代爾縣的一個人口普查指定地區。

## 地理
大教堂的座標為38°05′44″N 107°01′59″W / 38.09556°N 107.03306°W，而該地最高點為海拔高度2715米（即8907英尺）。

## 人口
根據2010年美國人口普查的數據，大教堂的面積為55.10平方千米，當中陸地面積為55.10平方千米，而水域面積為0.00平方千米。當地共有人口14人，而人口密度為每平方千米0人。